# José Antonio Montosa
José Antonio Montosa Ortega es un deportista español que compitió en remo. Ganó dos medallas en el Campeonato Mundial de Remo, oro en 1978 y bronce en 1980.

## Palmarés internacional
| Campeonato Mundial | Campeonato Mundial     | Campeonato Mundial | Campeonato Mundial      |
| Año                | Lugar                  | Medalla            | Prueba                  |
| ------------------ | ---------------------- | ------------------ | ----------------------- |
| 1978               | Copenhague (Dinamarca) | Medalla de oro     | Scull individual ligero |
| 1980               | Malinas (Bélgica)      | Medalla de bronce  | Scull individual ligero |